# Pribišje
Pribíšje je naselje v Sloveniji.

## Osebe povezane s krajem
- Mirko Bizjak, rudarski inženir, partizan in gospodarstvenik